# 日枝神社 (つくば市田中)
日枝神社（ひえじんじゃ）は、茨城県つくば市の神社。祭神は大山咋神（おおやまくいのかみ）と大己貴神（おおなむちのかみ）の2座を祀る。大祭は例年7月30日で茅輪祭とよばれる。

## 歴史
860年（貞観2年）に創建といわれる。田中式部大夫高継が近江国の日吉大社より分霊を勧請したものである。荘園「田中荘」の総鎮守であった。
1219年（承久3年）に小田知重によって再建されたが、興国元年（1340年ごろ）戦乱によって社殿は焼失。1429年（永享元年）に小田孝朝によって再再建されるなど、田中郷33郷の惣社として当地の領主小田氏の保護を受けた。
現在の社殿は1601年（慶長6年）に建てられたものである。近代社格制度（廃止）により、1873年（明治6年）西田中村の村社、1879年（明治12年）郷社となる。

## 境内

日枝神社のギャラリー
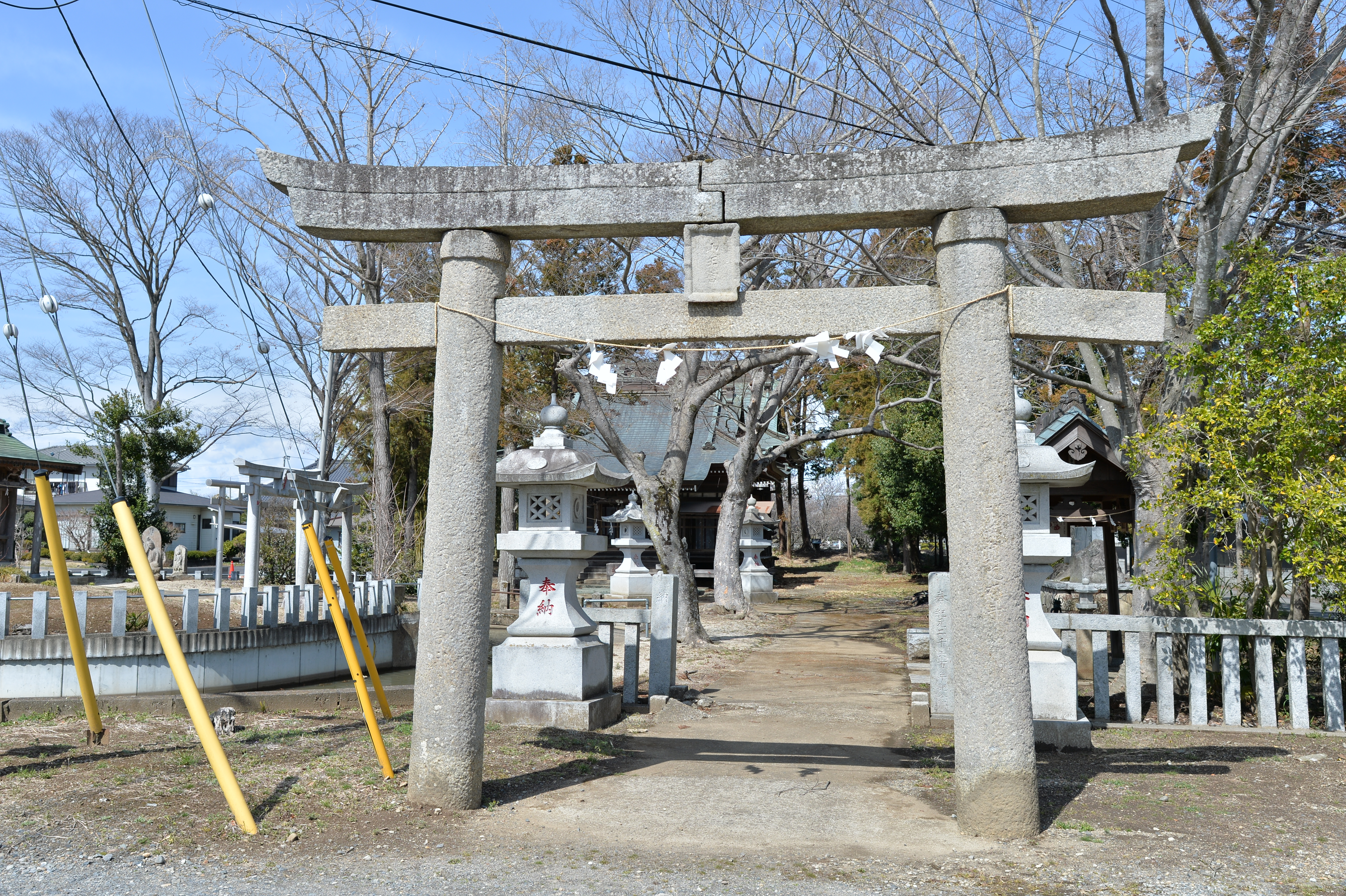
鳥居
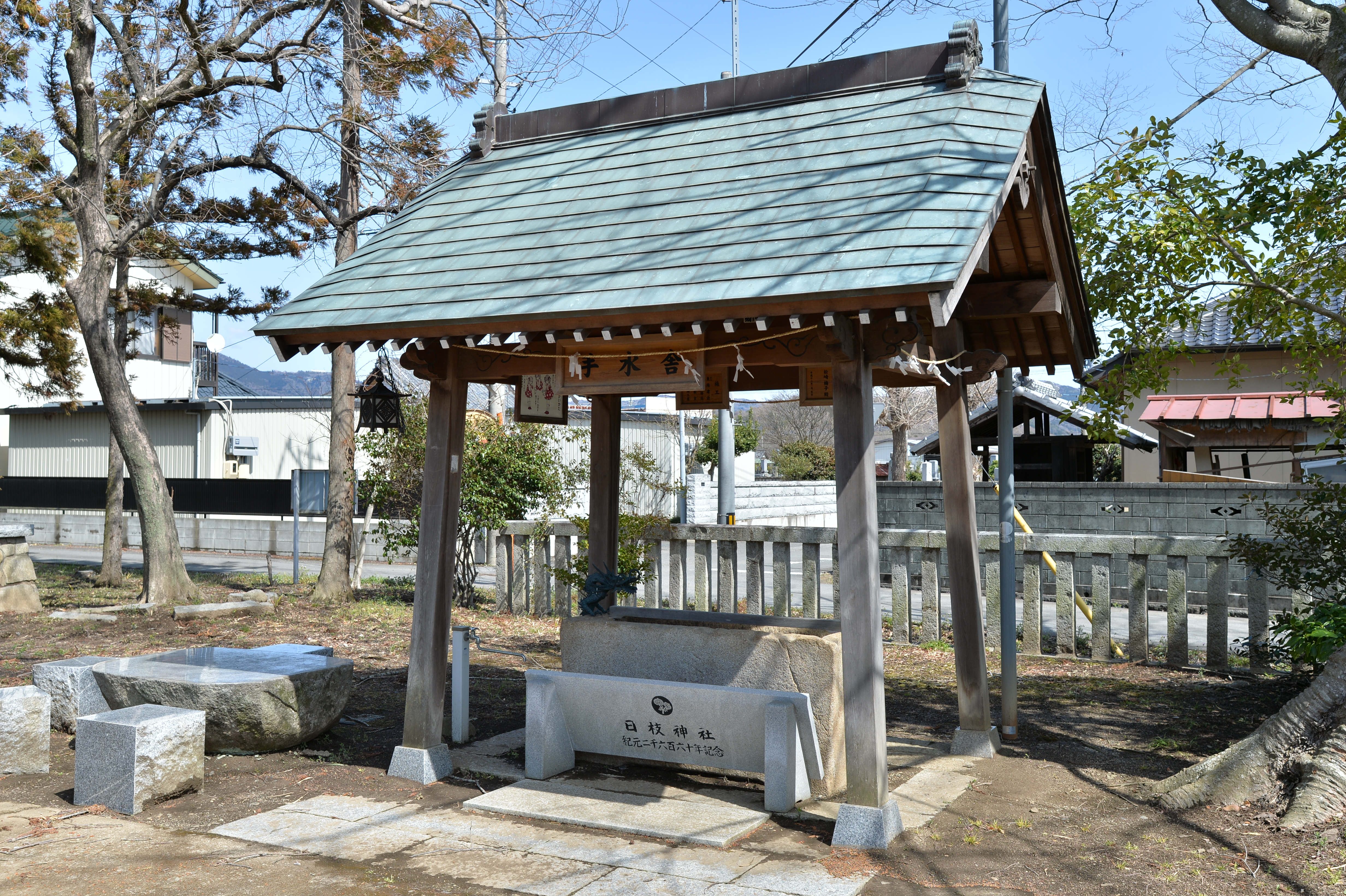
手水舎
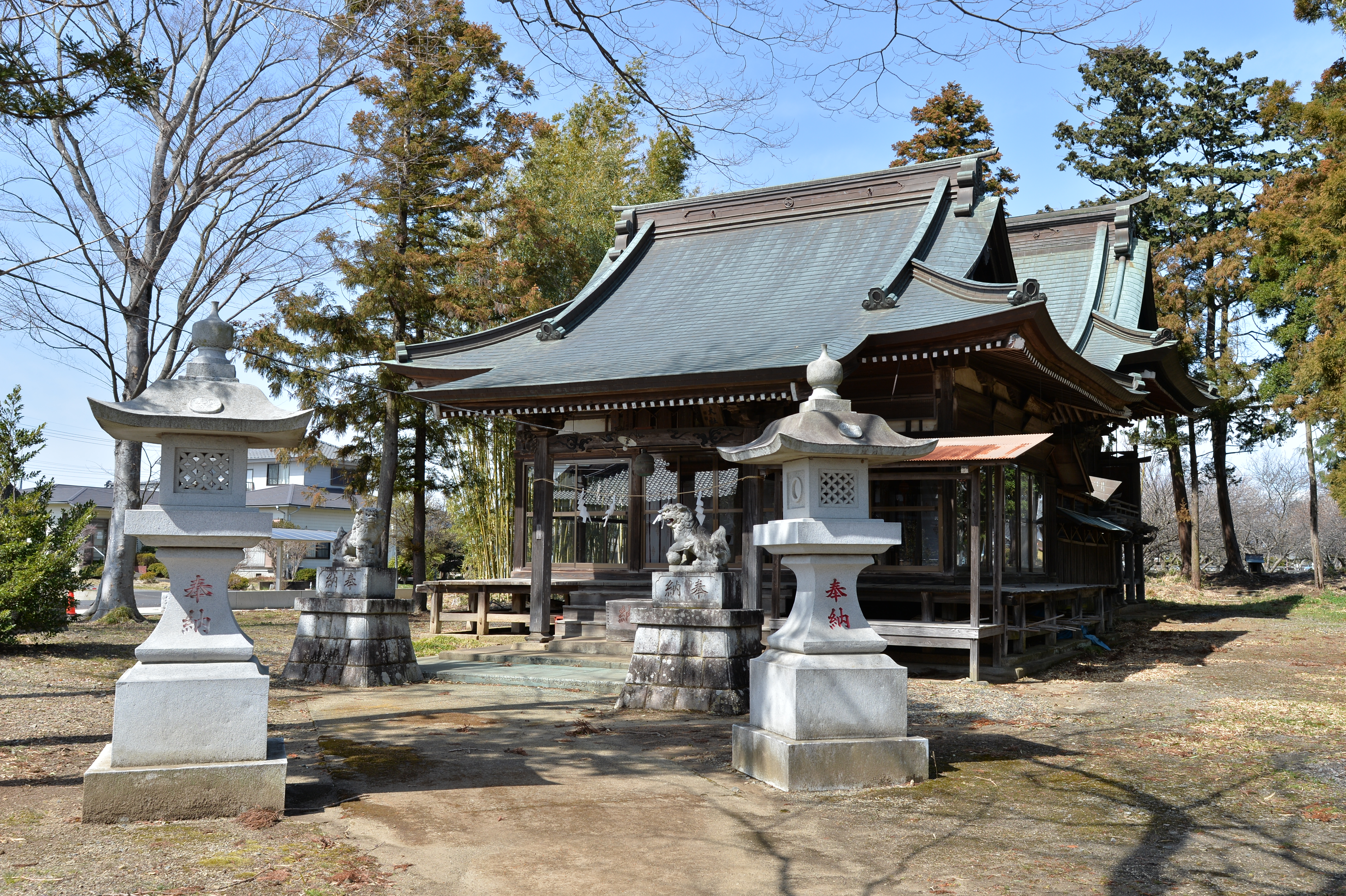
拝殿
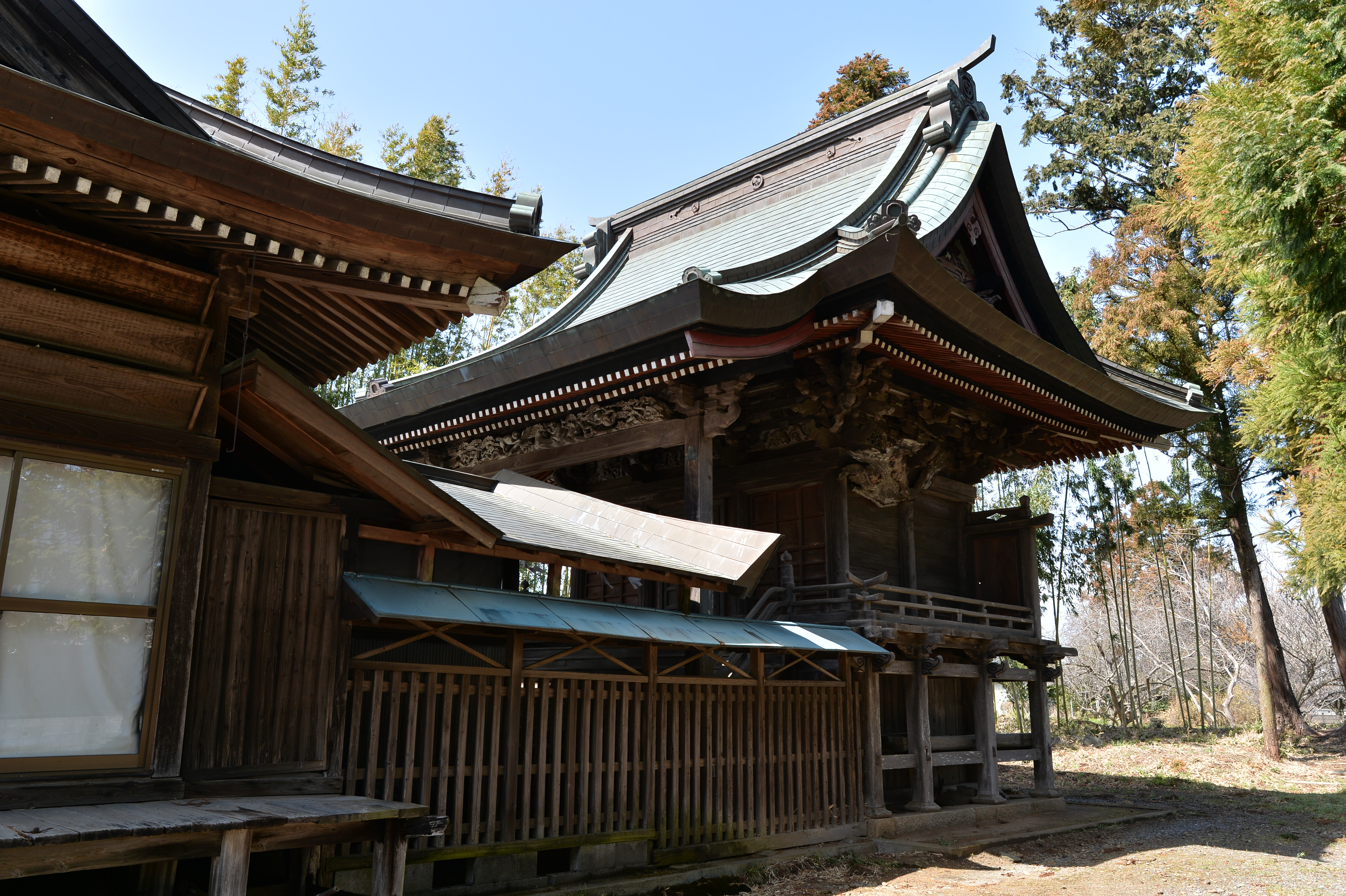
本殿
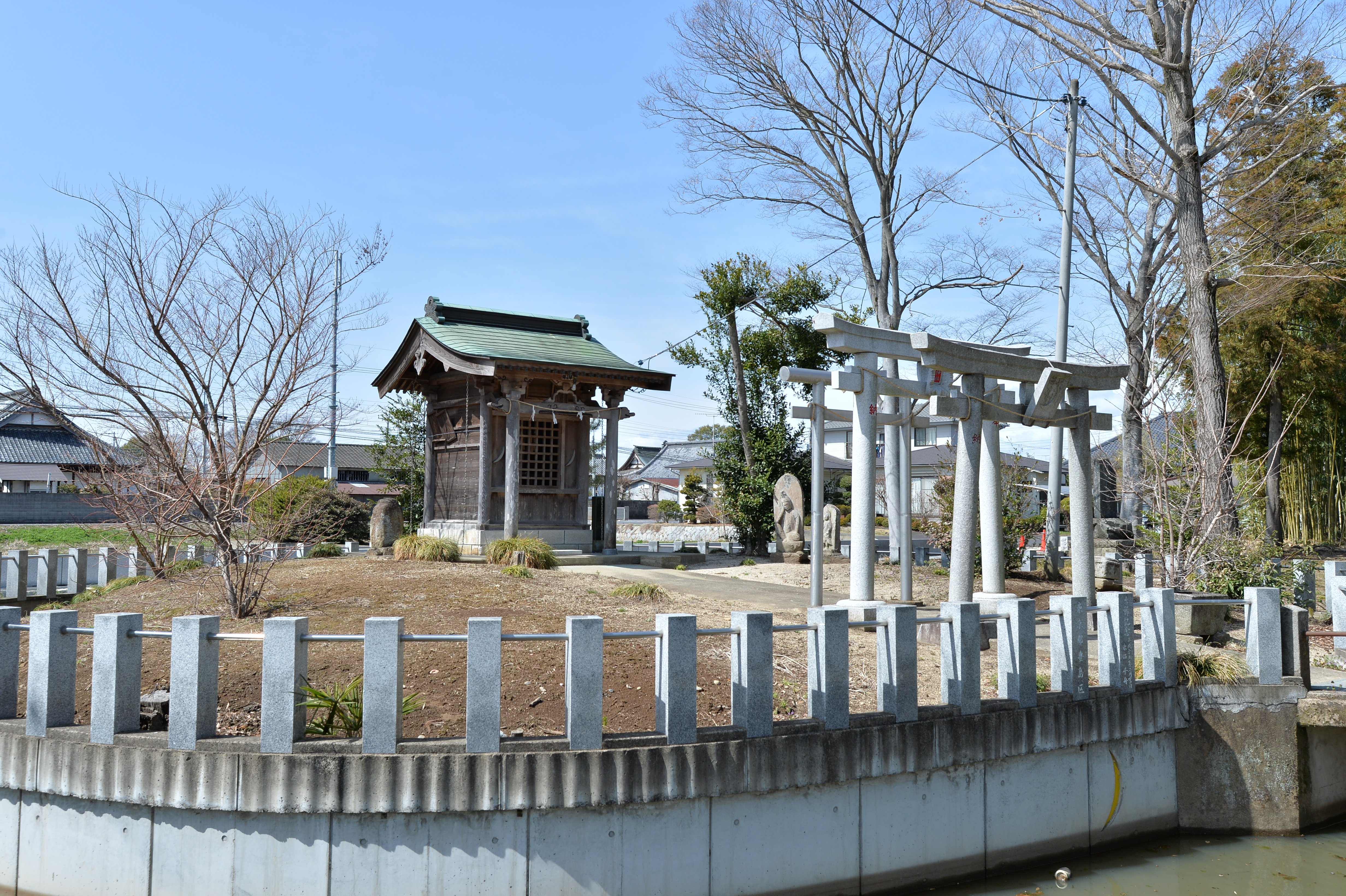
日枝神社に隣接する三日月神社

## 神事
- 歳旦祭 - 1月1日
- 祈年祭 - 2月18日
- 大祭 - 7月30日（茅輪祭）
茅輪神事（ちのわしんじ）ともよばれ、茅輪をくぐって己の身を清めて祈るので「輪越祭」「茅輪くぐり」「輪くぐり」とも称される[1]。
- 例祭 - 9月23日
- 流鏑馬 - 旧9月21日
- 秋祭 - 11月23日（新嘗歳祭）

## 交通アクセス
- 路線バス田中停留所より徒歩5分。